# Legnickie Pole

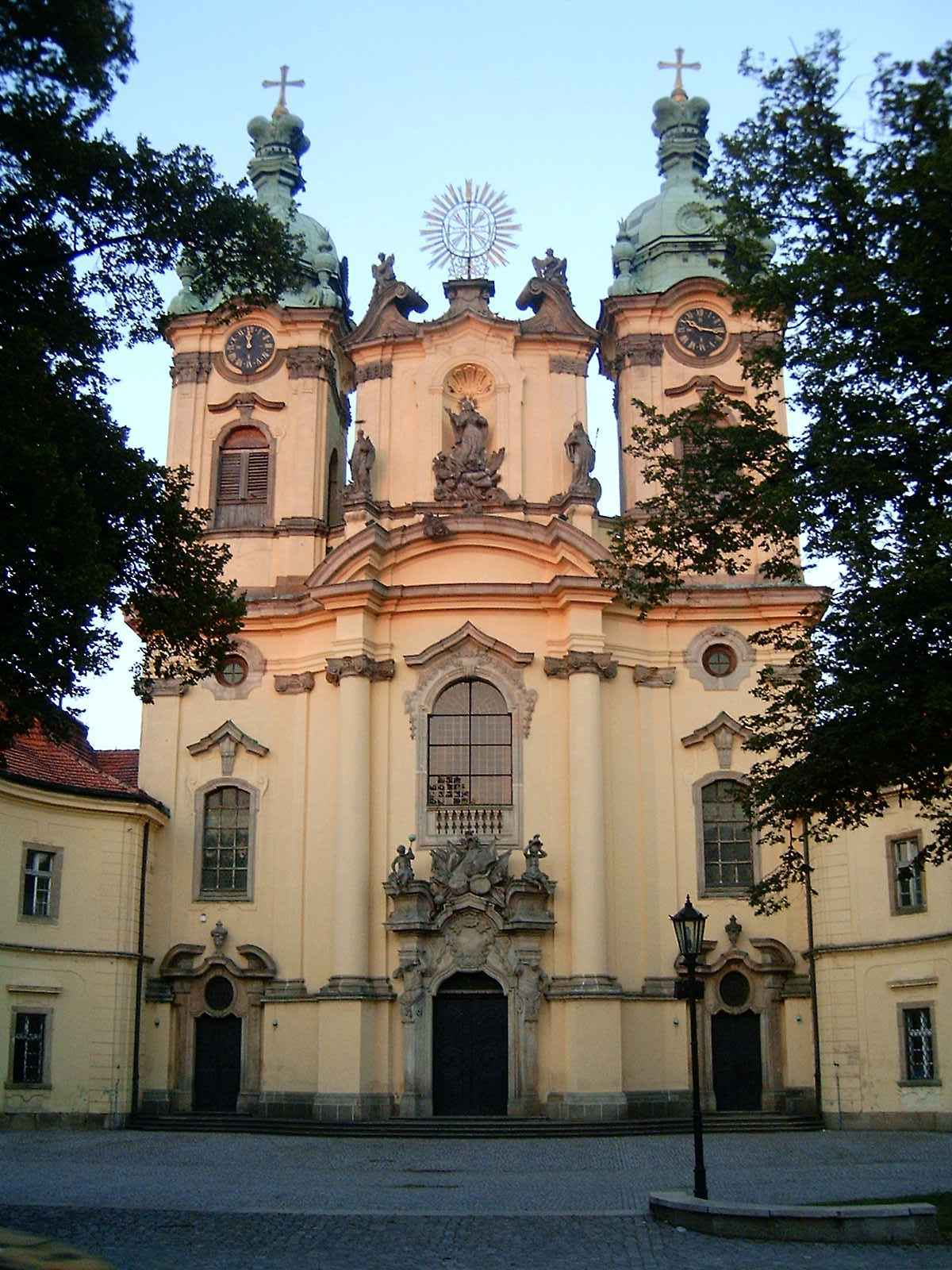
Bazylika mniejsza św. Jadwigi w klasztorze benedyktynów

Legnickie Pole (niem. Wahlstatt) – wieś w Polsce położona w województwie dolnośląskim, w powiecie legnickim, w gminie Legnickie Pole, na południe od Legnicy.
Miejscowość jest siedzibą gminy Legnickie Pole.
W latach 1954–1972 wieś należała i była siedzibą władz gromady Legnickie Pole. W latach 1975–1998 miejscowość położona była w województwie legnickim.

## Nazwa
W kronice łacińskiej Liber fundationis episcopatus Vratislaviensis (pol. Księga uposażeń biskupstwa wrocławskiego), spisanej za czasów biskupa Henryka z Wierzbna w latach 1295–1305, wymieniona jest część Legnickiego Pola, Racimierz, pochodząca od staropolskiego imienia męskiego Racimir, zanotowana w zlatynizowanej formie Rathimiri villa. W roku 1613 śląski regionalista i historyk Mikołaj Henel z Prudnika wymienił miejscowość w swoim dziele o geografii Śląska pt. Silesiographia, podając jej łacińską nazwę: Wolstadium.
| SIMC    | Nazwa     | Rodzaj    |
| ------- | --------- | --------- |
| 0365090 | Janiszów  | część wsi |
| 0365109 | Racimierz | część wsi |

## Historia

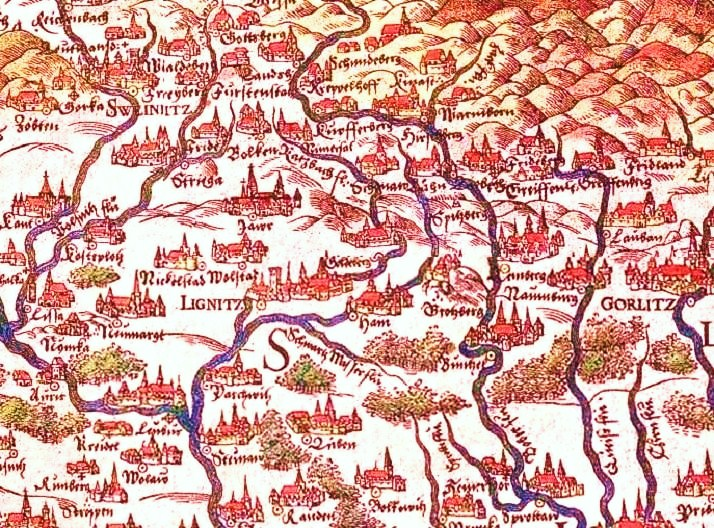
Legnickie Pole (Wahlstatt) na mapie Dolnego Śląska Helwiga (nad Legnicą)

### Zabytki
Do wojewódzkiego rejestru zabytków wpisane są:
- ośrodek historyczny miasta

kościół pw. Świętej Trójcy i Najśw. Marii Panny, obecnie muzeum poświęcone bitwie pod Legnicą z 1241 r. Kościół pochodzi z XIII-XV w. (przebudowany w XVIII w.). Razem z kościołem klasztornym św. Jadwigi, klasztorem oo. benedyktynów oraz pawilonem ogrodowym stanowią pomniki historii. W klasztorze mieście się jeden z większych w Polsce dom pomocy społecznej. 
Po bitwie pod Legnicą, prawdopodobnie w 1242 r., księżna Anna, wdowa po Henryku Pobożnym, lub według innej wersji księżna Jadwiga, jego matka, ufundowała w Legnickim Polu kościół i darowała go benedyktynom z czeskich Opatovic. Pozostawał on w ich posiadaniu do czasów reformacji. W 1535 r. książę legnicko-brzeski Fryderyk II przejął dobra benedyktynów i sprzedał je w ręce prywatne. Na początku XVIII w. benedyktyni odkupili posiadłości w Legnickim Polu i przystąpili do budowy nowych kościoła i klasztoru. W 1810 r. król pruski w ramach akcji sekularyzacyjnej zlikwidował zakon i podarował w 1818 r. majątek marszałkowi Blücherowi, który otrzymał tytuł książęcy – Fürst Blücher von Wahlstatt.
- cmentarz kościelny
- zespół klasztorny oo. benedyktynów, ul. św. Jadwigi (skromny wystrój architektoniczny, po sekularyzacji klasztoru w 1810 mieściła się tu pruska szkoła kadetów, jednym z jej wychowanków był Paul von Hindenburg)[11]:
- klasztor, obecnie dom opieki społecznej, z l. 1723-31
  - kościół klasztorny, obecnie par. pw. św. Jadwigi, z l. 1727-31  Osobny artykuł: Bazylika św. Jadwigi w Legnickim Polu.
  - pawilon ogrodowy (klasztorny), ob. ośrodek terapii, z ok. 1738 r.
  - park, powstały po 1738 r.
  - zespół korpusu kadetów, ul. Benedyktynów 2-4:
    - koszary, obecnie dom opieki społecznej, z l. 1838-41
    - dom komendanta, obecnie bud. administracji, z l. 1838-41
    - lazaret, obecnie bud. mieszkalno-leczniczy, z l. 1838-41
    - szkoła, obecnie bud. mieszkalno-leczniczy, z l. 1894-98
    - dom, ul. Benedyktynów 2, z l. 1894-98
    - budynek gospodarczy, ul Benedyktynów 2a, z l. 1894-98
    - dom, ul. św. Jadwigi 4, z l. 1894-98
    - budynek gosp., ob. przedszkole, z l. 1894-98
    - budynek gosp., filtrownia, z l. 1894-98
- cmentarz ewangelicki, obecnie rzym.-kat. par., z pocz. XIX w.
- aleja lipowa, z pocz. XIX w.
- dom parafialny ewangelicki, obecnie plebania rzym.-kat., ul. św. Jadwigi 1, z 1890 r.

### Muzeum Bitwy pod Legnicą
W Legnickim Polu znajduje się Muzeum Bitwy pod Legnicą. Adres: pl. Henryka II Pobożnego 3.

## Gospodarka
W celu aktywizacji gospodarczej gminy, pomiędzy autostradą A4, a torami kolejowymi linii Legnica – Kamieniec Ząbkowicki, utworzona została podstrefa Legnickiej Specjalnej Strefy Ekonomicznej.